# 界尺
一种中间有凹槽的木质或者竹子做的尺子，在作画的时候，一只手同时持有毛笔和其他用来支撑的“笔”，将用来支撑的笔的笔尖卡在凹槽内，用手带动毛笔在纸上匀速滑行，所形成较为水平或者垂直的线条。